# Bis(chlormethyl)ether
Bis(chlormethyl)ether ist eine chemische Verbindung aus der Gruppe der Ether.

## Gewinnung und Darstellung
Bis(chlormethyl)ether kann durch Reaktion von Formaldehyd mit Chloridionen (zum Beispiel aus Chlorwasserstoff) in einem sauren Medium gewonnen werden.

## Eigenschaften
Bis(chlormethyl)ether (BCME) ist eine leicht entzündbare, leicht flüchtige, farblose Flüssigkeit mit phenolartigem Geruch, die in Wasser hydrolysiert. Sie zersetzt sich bei Erhitzung, wobei Chlorwasserstoff und Formaldehyd entstehen. Die Stabilität in Wasser ist sehr gering und die Reaktionshalbwertszeit der Zersetzung beträgt 10 bis 40 s. Dagegen ist die gasförmige Phase der Verbindung auch in feuchter Luft relativ stabil. Wasser in der flüssigen Phase verhindert effektiv die Bildung von BCME aus seinen Vorläufern. Unpolare Flüssigkeiten (Pentan, Hexan, Dichlormethan etc.) zersetzen BCME nicht und können daher als Lösungsmittel für die Verbindung verwendet werden, z. B. für Kalibrierzwecke. Die BCME-Konzentration (auch wenn sie sehr niedrig ist) in Dichlormethan bleibt über mehrere Monate konstant. Sie zersetzt sich auch nicht in extrem sauren Flüssigkeiten. Andererseits zersetzen Alkalien aller Art BCME dagegen sehr schnell in der flüssigen und gasförmigen Phase.

## Verwendung
Bis(chlormethyl)ether wird hauptsächlich als chemisches Zwischenprodukt und Alkylierungsmittel verwendet. Es dient als Laborreagenz bei der Herstellung von Kunststoffen, Ionenaustauscherharzen und Polymeren. Zur historischen Verwendung gehört die Vernetzung von Zellulose, die Aufbereitung von Styrol und anderen Polymeren, die Oberflächenbehandlung von vulkanisiertem Gummi zur Erhöhung der Haftung und die Herstellung von flammhemmenden Stoffen. Derzeit wird Bis(chlormethyl)ether vor allem für Chlormethylierungen eingesetzt, insbesondere dann, wenn eine Kombination aus Formaldehyd und Chlorwasserstoff nicht effektiv genug ist, z. B. bei aromatischen Verbindungen und Aniliden.

## Sicherheitshinweise
Bis(chlormethyl)ether ist nachgewiesen krebserzeugend beim Menschen (Karzinogen Kat. 1A). Die Konzentrationsgrenze am Arbeitsplatz liegt bei 0,0005 %. Die Dämpfe von Bis(chlormethyl)ether können mit Luft ein explosionsfähiges Gemisch (Flammpunkt < 19 °C) bilden.